# Херо Омкенс

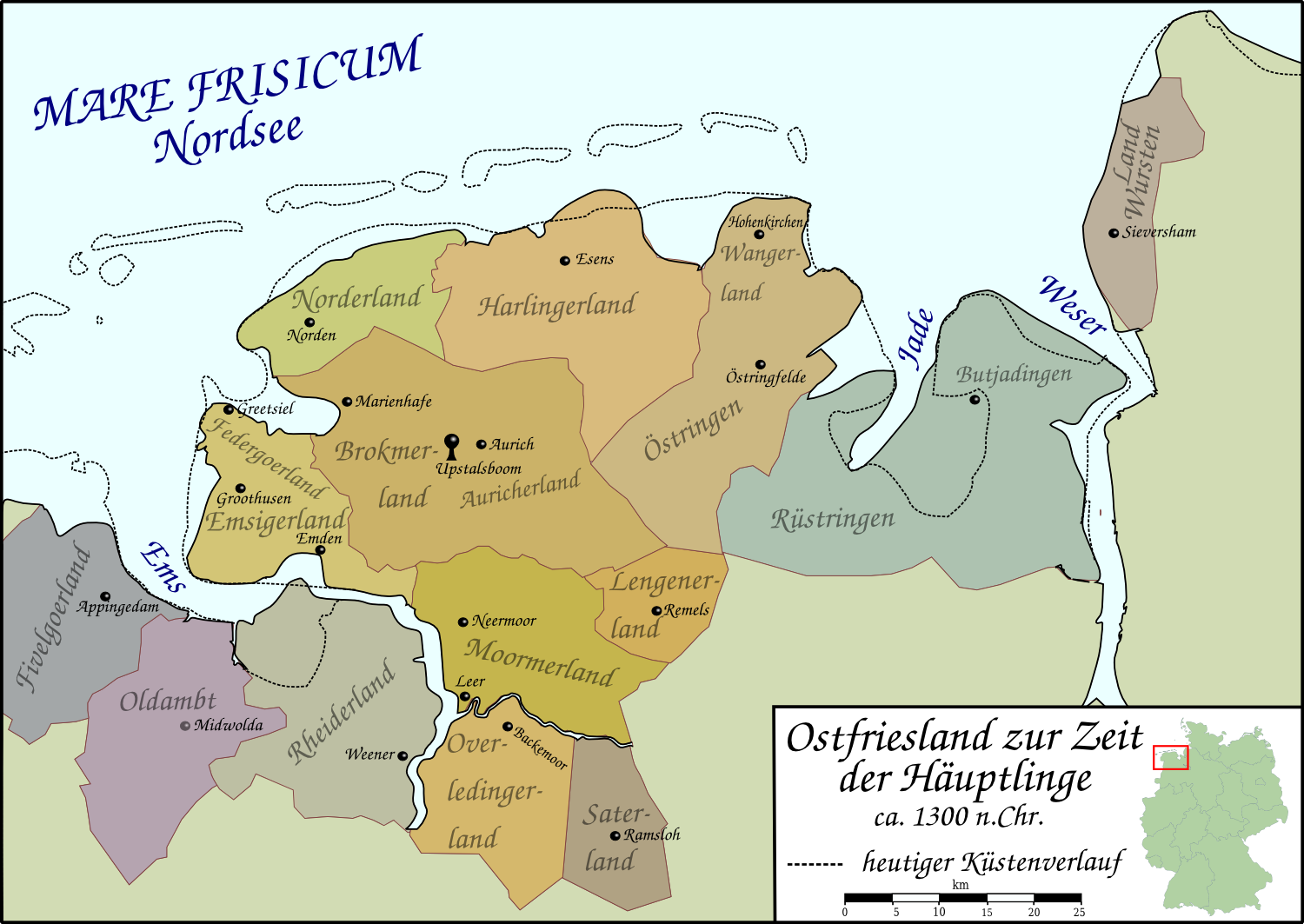
Восточная Фризия в период правления хофтлингов

Херо Омкенс (з.-фриз. Hero Oomkens, нем. Hero Omken; ок. 1455 — 1522), также Херо Омкенс-младший — восточнофризский хофтлинг (вождь) Харлингерланда. Он правил им почти 50 лет, с 1473 года до своей смерти в 1522 году.

## Биография
Его родителями были Зибет Аттена и Онна из Штедесдорфа, дочь Херо Омкенса-старшего. Семья Омкенс правила в Восточной Фризии и в регионе Олдамбт в Оммеландах. Семья гордилась своим прямым происхождением от Радбода, короля фризов. Херо взял фамилию матери. Хотя это было необычно для Восточной Фризии, это, безусловно, было возможно. С одной стороны, это отличало его от политики своего отца, который всегда был верным последователем и другом рода Кирксена. С другой стороны, он дистанцировался от детей своего отца от второго брака, с которыми он отказался от соправительства, хотя на самом деле это было прописано Зибетом Аттеной в его завещании. Херо предоставил только финансовую компенсацию своему сводному брату Ульриху фон Дорнуму, который претендовал на совместное правление в Харлингерланде.
В других отношениях он также не придавал большого значения воле своего отца, поскольку тот постановил, что его дети должны быть верны Кирксенам. Оппозиция Херо Омкенса графам Восточной Фризии из дома Кирксена стала очевидной, по крайней мере, когда он женился на Армгард, дочери Герхарда VI, графа Ольденбурга. Этот брак, заключённый в 1489 году помог укрепить союз старой фризской аристократии с графами Ольденбургскими в их борьбе против возвышения семьи Кирксена. В то время Ольденбурги были самым серьёзным противником Восточной Фризии.
Напротив, Херо использовал любую возможность, чтобы навредить графу Эдцарду I Великому, особенно когда он оказался вовлечённым в саксонскую междоусобицу в 1514 году и был объявлен под имперской опалой.
После восстановления в правах Эдцард отомстил набегами и попытался отстоять свои претензии на Харлингерланд, обещанные императором. Однако Херо Омкенс всё же смог сохранить независимость Харлингерланда. После его смерти в 1522 году его преемником стал его сын Бальтазар фон Эзенс.

## Семья и потомки
Херо Омкенс был женат на Армгард, дочери графа Герхарда VI Ольденбургского.
У них родилось пятеро сыновей: Бальтазар, Мельхиор, Каспар, Иоганн и Сибо. Бальтазар Омкенс сменил своего отца на посту хофтлинга после смерти последнего в 1522 году. Сыновья Сибо (ум. в 1520 году) и Каспер (ум. в 1521 году) погибли, сражаясь за своего родственника, датского короля Кристиана II. Каспер пал при штурме Кенигсберга.
Также у них в браке было две дочери. Онна (Анна) (ум. после 1559 года) вышла замуж за Отто III, графа Ритберга, что стало причиной того, что после смерти Бальтазара Эзенс отошёл к графам Ритбергским. Аделаида вышла замуж за своего дальнего кузена Эппо Хайо Хереса Омкенса ван Оммеланда из Олдамбта в Оммеландах.

## Геральдический герб
Нашлемник в геральдическом гербе Херо Омкенса состоял из двух скрещенных турнирных копий (иногда неправильно называемых кнутами или бичами), которые были включены в герб города Виттмунд, а также изображены в гербах Восточной Фризии.